# Zurück in die Vergangenheit
Zurück in die Vergangenheit (Originaltitel: Quantum Leap) ist eine US-amerikanische Science-Fiction-Fernsehserie. Die von Donald P. Bellisario entwickelte und von März 1989 bis Mai 1993 für die NBC produzierte Serie umfasst 97 Episoden zu je ca. 45 Minuten in fünf Staffeln. Die Titelmusik wurde von Mike Post komponiert. Der TV-Pilotfilm trägt im Deutschen den Titel Der Zeitsprung.
Die von der Kritik gelobte Serie wurde 1993 wegen zu geringer Einschaltquoten eingestellt.

## Handlung
Die Serie handelt von Dr. Samuel „Sam“ Beckett, einem mit dem Nobelpreis ausgezeichneten Quantenphysiker und Erfinder des „Quantenbeschleunigers“, der infolge eines gescheiterten Selbstversuchs in seiner eigenen Lebenszeit (in der zweiten Hälfte des 20. Jahrhunderts) unkontrolliert durch die Zeit reist und dabei die Identität verschiedener Menschen annimmt und mit ihnen den Körper tauscht.
Bis auf Folge 9, Gefährliche Flitterwochen (Honeymoon-Express), und Folge 97, Das Spiegelbild (Mirror Image), endet jede Folge mit einem erneuten Zeitsprung Becketts und seinem Ausruf „Oh Mann!“ („Oh boy!“), sobald ihm bewusst wird, dass er sich in einer neuen Person und Zeit befindet; die jeweils nachfolgende Episode beginnt mit ebendieser Szene.
Sams unfreiwillige Zeitsprünge beginnen, als das von ihm entwickelte Zeitreise-Experiment von einer mysteriösen höheren Macht beeinflusst wird, die ihn aus nicht genannten Gründen dazu benutzt, Tragödien im Leben von Menschen zu verhindern, in deren Körper er springt, um deren Zukunft zu ändern.
Beckett leidet infolge der Zeitsprünge außerdem an einem teilweisen Gedächtnisverlust (im Pilotfilm technisch „magna fluxing“ genannt, im Rest der Serie allerdings einfach als „Gedächtnis wie ein Sieb“ bzw. „Schweizer-Käse-Gedächtnis“, im Original als „swiss-cheesed Memory“ bezeichnet), der ihn daran hindert, sich an die meisten Details seines eigenen Lebens zu erinnern. Beckett erinnert sich nur an die Zeit seit dem ersten Zeitsprung, verfügt allerdings noch über eine Reihe von Fähigkeiten und Kenntnissen (bspw. wissenschaftliches Wissen, eine Reihe von lebenden wie toten Sprachen oder Klavierspielen), die er als hochbegabtes Genie in seinem Leben vor Beginn des Projekts Quantensprung gelernt hat.
Die einzige Verbindung in seine eigene Zeit ist eine holografische Projektion seines Freundes Albert „Al“ Calavicci, die normalerweise nur er sehen kann. Al ist Admiral der United States Navy und Leiter des Zeitreiseprojektes Projekt Quantensprung. Als Projektbeobachter versorgt er Sam mit Informationen über die Personen und die Zeit, in der er sich gerade befindet.
Der Ausdruck „holografische Projektion“ ist ein hypothetischer Begriff der Serie und hat nichts mit echter Holografie gemeinsam. Das in der Serie „verwendete“ Hologramm ist eine dreidimensionale Projektion; Al betritt eine so genannte „Bilderkammer“, in der Al und alles, was dieser berührt (zum Beispiel eine Person oder Zigarre), für Beckett in seiner Realität sichtbar wird. Außerdem kann er mit Al sprechen und dieser kann analog Ereignisse aus der Vergangenheit in der „Bilderkammer“ sehen und hören. Al wiederum kommuniziert aus der Bilderkammer mit der Außenwelt durch eine Taschenrechner-große Fernbedienung mit dem Supercomputer Ziggy (in der englischen Version mit der Stimme von Deborah Pratt) und hat so Zugriff auf die Daten, die er Sam bereitstellt. Unterstützt wird er außerdem von dem Techniker Gushie.
Im Laufe der Serie stellt sich heraus, dass kleine Kinder, geistig Behinderte und sogar Tiere Al ebenfalls wahrnehmen können. Dies stellt sich in einigen Folgen als Vorteil für Sam heraus; beispielsweise beruhigt Al ein weinendes Kind oder hält einen Hund von Sam fern. Diese Personengruppen können Sam auch in seiner eigentlichen Gestalt sehen.
In frühen Episoden der Serie ist nicht klar, ob nur das Bewusstsein von Sam in der Zeit bzw. in einen anderen Körper dieser Zeit springt, oder ob sein Bewusstsein und sein Körper gemeinsam in der Zeit reisen. Im weiteren Verlauf stellt sich jedoch heraus, dass sowohl sein Geist als auch sein Körper in der Zeit springen und dass ihn eine Aura umgibt, die ihn so aussehen und klingen lässt wie die Person, in deren Körper er gesprungen ist, welche er selbst nur in einem Spiegel sehen kann. Dasselbe gilt für die Person, mit der Sam seinen Körper tauscht. Diese befindet sich physisch in der „Wartekammer“ und hat die Stimme und das Aussehen von Dr. Beckett.
Einige Beispiele:
- In der zweiteiligen Folge Die Rückkehr reist Beckett in das Jahr 1969, wo er in seinem eigenen, 15-jährigen Ich landet und Gelegenheit erhält, den Herzinfarkt seines Vaters, die Beziehung seiner Schwester zu einem aggressiven Alkoholiker und den Tod seines älteren Bruders in Vietnam zu verhindern.
- In Staffel 5, Folge 4 springt Sam in einen im Rollstuhl sitzenden Vietnam-Veteranen, der im Krieg seine Beine verloren hat. Da Sam aber weiterhin gehen kann und es in der Folge auch tut, erscheint es Beobachtern so, als würde er in der Luft schweben.
- In Staffel 2, Folge 5 springt er in den Körper eines blinden Konzertpianisten. Sam kann weiterhin sehen und muss daran denken, einen Blinden zu spielen, um seine Mission erfüllen zu können.
- In Staffel 3, Folge 12, als Sam in den Körper eines schwangeren jungen Mädchens springt, fragt er Al, ob es möglich sei, dass er das Kind zur Welt bringe, und Al weist ihn darauf hin, dass dies unmöglich sei, da es „sein Körper ist und nicht ihr Körper“.

## Inhalt
Die Serie behandelte wenig reale historische Ereignisse, deshalb werden die Rollen der „normalen Menschen“, in die Sam springt, dazu benutzt, soziale, politische und religiöse bzw. spirituelle Themen zu behandeln.
Viele der Episoden zeigen Sam im Umgang mit charakteristischen Problemen der jeweiligen zeitlichen Perioden, in denen er sich befindet; hierzu gehören zum Beispiel Folgen, die sich mit Menschenrechten, Rassismus, dem Vietnamkrieg oder dem Kalten Krieg beschäftigen. Die grundlegende Mitteilung der Serie war die der Toleranz und die der Akzeptanz anderen Menschen gegenüber. Dies wurde zum Großteil durch das Format der Serie erreicht, das den Protagonisten der Serie – im wahrsten Sinne des Wortes – in die Fußstapfen anderer Menschen treten lässt; beispielsweise findet sich Sam einmal in seiner eigenen Kindheit in Indiana wieder, mit der Chance, sein eigenes Familienleben zu verbessern und seine eigene Zukunft zu beeinflussen.
Nur einige Male kommt es in der Serie vor, dass Sam in eine historische Persönlichkeit springt, angefangen bei Lee Harvey Oswald bis hin zu Elvis Presley. All diese Sprünge fanden in der fünften und letzten Staffel statt und es wird angenommen, dass es darum ging, die Einschaltquoten der Serie zu verbessern – bei einigen Fans der Serie kam diese Formatänderung jedoch nicht gut an. Es ist aber auch erkennbar, dass eine deutliche Veränderung in der Zielgruppe für die Serie bereits schon in der 2. Staffel stattgefunden hatte. Der wachsende Feminismus und der grundlegende Hang zu mehr weiblichen Zuschauern wurde sehr dadurch unterstützt, dass die Personen, in die Sam Becket sprang, fast ausschließlich weibliche Charaktere, besonders in Staffel 3 und Staffel 4, waren. Zusätzlich wurden mehrere weibliche Produzentinnen und Autorinnen verpflichtet, die sich vornehmlich Themen widmeten, die in erster Linie von Frauen bevorzugt werden.
Trotzdem war eine grundlegende Eigenschaft der Serie beziehungsweise die des Hauptcharakters die, in eine Situation zu springen, die offenkundig auf einer realen Begebenheit oder Person basierte. Charakteristisch waren auch die sogenannten „Berührungen mit der Geschichte“ (engl. brushes/kisses with history), bei denen Sam auf berühmte Persönlichkeiten der Zeit trifft, zum Beispiel Buddy Holly, oder auf bekannte Ereignisse der Vergangenheit stößt – auch wenn dies für die Handlung der jeweiligen Folge nicht unbedingt relevant sein musste (siehe Weblinks).

## Hintergrund
Die von Donald P. Bellisario entwickelte Serie hat ein für Science Fiction unübliches Format: Sie beschäftigt sich nicht mit fantastischen Elementen und zukünftigen Technologien, sondern der Erzählfokus  liegt auf den persönlichen Erlebnissen Sam Becketts und den Lebensgeschichten der Personen, auf die er trifft.
Selbst in ihrer letzten Folge beantwortet die Serie kaum die offenen technischen Fragen und lässt vieles ungeklärt. Auch hier liegt das Hauptaugenmerk auf der Botschaft der Serie: dass eine einzelne Person die Welt in ihrem Leben ändern kann. Die Theorie von Dr. Beckett wird auch zum Teil nicht vollständig angewandt. So ist die Kernaussage, dass Zeitreisen an jeden Zeitpunkt innerhalb der eigenen Lebenszeit möglich seien. Wenn Dr. Becketts Lebenszeit nicht mit seinem ersten Sprung endet, müsste er theoretisch also auch in die Zukunft springen können.
Ursprünglich war die letzte Episode als so genannte Cliffhanger-Folge geplant und sollte nur die aktuelle Staffel beenden. Da sich die NBC aber wegen der Einschaltquoten dazu entschloss, die Serie nicht weiter produzieren zu lassen, wurde die Folge überarbeitet, um die Serie abzuschließen. Dies erklärt auch die unklaren mehrdeutigen Handlungsstränge der letzten Folge.
In der Originalfassung führte Sam einen Zeitsprung zu Beth durch, um Als erster Frau mitzuteilen, dass dieser nach Hause kommen würde. Sein Bild aus der Vietnam-Zeit beginnt zu „springen“ (hier endet die finale Episode) und man sieht ein modernes Bild, das Al mit Beth und ihren vier Töchtern zeigt.
Die ausgestrahlte offizielle Fassung erzählt, dass Al und Beth wieder zusammenfinden, sie vier Töchter haben, bald ihren 39. Hochzeitstag feiern werden und Sam nie nach Hause zurückkehrte. Spekulationen von Fans vermuten, dass auf diese Weise das Projekt Quantensprung (engl. Project Quantum Leap), die Beziehung zwischen Sam und Al, oder gar Dr. Sam Beckett selbst, aus der veränderten Zeitlinie bzw. aus der Zeit gelöscht wurden und somit die Erinnerungen und Leben der Protagonisten nie existierten oder anders verlaufen sind.
Das Original-Drehbuch zur Folge und mehrere Aussagen von Bellisario widerlegen dies aber und lassen alle Handlungsstränge intakt.

## Sonstiges
- Seine Darbietung in Romance, Romance und seine Nominierung für den Tony Award halfen Scott Bakula dabei, die Hauptrolle an der Seite von Dean Stockwell zu bekommen.
- Die Verkörperung des Dr. Sam Beckett brachte ihm einen Golden Globe Award (zusammen mit drei weiteren Nominierungen) und vier Emmy-Nominierungen in der Kategorie „Bester Schauspieler“ ein.
- Als Bakula am Filmset der Science-Fiction-Serie Star Trek: Enterprise ankam, schlug er im Scherz vor, dass der zweite Vorname seiner Star-Trek-Figur, Captain Jonathan Archer, Beckett sein könnte.
- Während der Produktion von Zurück in die Vergangenheit war eine sogenannte Crossover-Folge mit der Fernsehserie Magnum geplant, deren Produzent ebenfalls Donald P. Bellisario war. In der Folge sollte Sam in die Serienrolle von Thomas Magnum „springen“. Allerdings wurden Pläne für einen Magnum-Kinofilm verworfen, der zu der Crossover-Folge geführt hätte. Die initiale Sprungszene, die normalerweise am Ende der vorhergehenden Folge gezeigt wird (Zitat: „Oh Mann!“), war bereits gedreht und zeigt Bakula in Magnums klassischen roten Hawaiihemd, der sich zur Kamera dreht und seine Augenbrauen hebt, wie es Tom Selleck am Ende des Vorspanns zur Serie Magnum tut.

## Synchronisation

### Synchronisation und deutsche Ausstrahlungen
Die deutsche Fassung entstand bei Bavaria Film Synchron, München-Geiselgasteig Anfang der 1990er-Jahre und wurde ab 1991 auf RTL plus gezeigt. Das Dialogbuch schrieb Michael Brennicke, der auch die Dialogregie führte.
In den frühen 1990er-Jahren erschienen die Pilotfolge „Start ins Unbekannte“ unter dem Titel Der Zeitsprung und die Episoden „Vietnam 1 und 2“ unter dem 84-minütigen Titel Der Zeitsprung 2 – Die Rückkehr (Quantum Leap: The Leap Home) erstmals synchronisiert auf VHS-Kassette. Die VHS-Synchronfassungen wurden durch die Bavaria Synchron-Bearbeitung im Zuge der Seriensynchronisation ersetzt und seitdem nicht mehr verwendet.
| Rolle                    | Schauspieler                                                                     | Synchronsprecher                                                                                                   | VHS Der Zeitsprung | VHS Der Zeitsprung 2 – Die Rückkehr |
| ------------------------ | -------------------------------------------------------------------------------- | --- | ------------------ | ----------------------------------- |
| Prolog                   | Deborah Pratt (1. Stimme in 74 Episoden) Lance LeGault (2. Stimme nur in Ep. 22) | Alexandra Lange | –                  | Heidi Berndt                        |
| Dr. Samuel „Sam“ Beckett | Scott Bakula                                                                     | Gudo Hoegel | Gernot Endemann    | Gernot Endemann                     |
| Albert „Al“ Calavicci    | Dean Stockwell                                                                   | Bernd Stephan | Rolf Jülich        | Rolf Jülich                         |
| Techniker Gushie         | Dennis Wolfberg                                                                  | Gerd Rigauer (1. Stimme, Ep. 1) Thomas Rauscher (2. Stimme, Ep. 54) Peter Thom (3. Stimme, Ep. 77,Ep. 80 & Ep. 97) | Hans Irle          | –                                   |

Die deutsche Erstausstrahlung von Zurück in die Vergangenheit erfolgte von Januar 1991 bis November 1994 auf RTL plus und später RTL. Die Serie wurde anfangs jeweils am Dienstag um kurz nach 19 Uhr ausgestrahlt. Die einzelnen Episoden wurden durcheinander und nicht in der US-Reihenfolge gesendet. Später bekam die Serie dann einen Sendeplatz am Sonntagvormittag von 11 bis 12 Uhr, wo bis Oktober 1995 auch die erste Wiederholung gezeigt wurde. Die nachfolgenden Ausstrahlungen im deutschen Fernsehen erfolgten auf folgenden Sendern:
- Von August 1998 bis September 1999 lief die Serie auf dem auf Thriller und Krimis spezialisierten deutschen Pay-TV-Sender 13th Street.
- Von Februar 1999 bis Oktober 2001 wieder Ausstrahlung im Free-TV bei VOX (Mo–Fr; zuerst sechs Monate lang um 19:15 Uhr, nach Protesten infolge der Absetzung durch VOX erfolgte eine Wiederaufnahme ins tägliche Wochentagsprogramm erst um 16:05 Uhr, später um 13:15 Uhr)
- Von Oktober 2006 bis Dezember 2008 lief sie im Pay-TV-Sender Sci Fi.
- Von März 2014 bis September 2017 lief die Serie auf RTL Nitro.

### Problem der Intros und Leap-Outs
Bei der Erstausstrahlung von 1991 bis 1994 auf RTL plus hatte die Serie verschiedene Intros: Die erste Staffel hatte keines, die zweite Staffel hatte ein von Scott Bakulas deutscher Stimme Gudo Hoegel gesprochenes Intro in der ersten Person, in dem er seine Situation als Zeitreisender Dr. Sam Beckett erklärte, und ab der dritten Staffel gab es ein von einer Frauenstimme gesprochenes Intro, das die Grundidee der Serie in der dritten Person erklärte. Bei der ersten Wiederholung der Serie bei RTL plus wurde das Intro der dritten Staffel durchgängig für alle Staffeln benutzt. VOX schnitt bei seiner Erstausstrahlung der Serie ab 1999 den Cliffhanger in Form des sogenannten Leap-Outs am Ende jeder Folge weg, in dem ursprünglich eine Vorschau (der Leap-Out) zu sehen war, in wen beziehungsweise in welche Situation Sam in der nächsten Folge springen würde. Da bei der Erstausstrahlung durch RTL plus kaum Rücksicht auf die ursprüngliche US-Reihenfolge genommen wurde, passten die Leap-Outs der deutschen Folgen meistens nicht zu der als Nächstes gesendeten Folge. VOX löste das Problem, indem der Leap-Out am Ende jeder Folge weggeschnitten wurde. Die Ausstrahlung bei VOX wich wiederum von der Reihenfolge der Einzelfolgen bei RTL plus ab. Dies führte auch beim dritten Teil der Evil-Leap-Trilogie in der fünften Staffel zu dem Problem, dass nicht nur Sam’s Leap-Out fehlte, sondern auch der Leap-Out der am Ende doch guten Zeitreisenden jungen Frau, und dadurch der Eindruck entstand, sie wäre vom Endgegner, einer weiteren bösen Zeitreisenden, ermordet worden, obwohl der Leap-Out gerade noch rechtzeitig gelang.
Als 2006 sowie 2010 die ersten beiden deutschen Staffeln der Serie noch von Universal auf DVD veröffentlicht wurden, wurde kein beziehungsweise das Intro der dritten Staffel benutzt, sämtliche Leap-Outs der ersten beiden Staffeln waren korrekt synchronisiert und die Reihenfolge der Episoden war an die US-amerikanische angepasst worden. Als 2013 die gesamte Serie für eine vollständige deutsche Veröffentlichung von Universal an das deutsche Kleinlabel New KSM lizenziert wurde, lieferte Universal zwar die deutsche Tonspur für den Großteil der Folgen und die englische Version der beiden Intros, aber die deutsche Tonspur für die Leap-Outs am Ende jeder Folge war nicht mehr vorhanden, da diese von VOX entfernt worden war und weder bei VOX noch bei RTL ließ sich 2013 der Verbleib der deutschen Synchronfassung der Leap-Outs klären. Die von New KSM mit der Produktion der deutschen DVD-Gesamtbox der Serie beauftragte Produktionsfirma startete daher einen Aufruf an die deutschen Fans, die daraufhin ihre VHS-Aufnahmen der Ausstrahlungen auf RTL plus einsendeten, mit deren Hilfe sowohl die deutsche Spur der beiden Intros als auch die deutschen Synchronfassungen der Leap-Outs rekonstruiert werden konnten.

## Heimvideo-Versionen

### VHS
1994 (Vereinigtes Königreich) und 1998 (USA) wurden einige der Folgen auf VHS herausgegeben. In den USA, wo insgesamt neun Kassetten veröffentlicht wurden, gehörten hierzu der Pilotfilm (Genesis) und 16 weitere Folgen. In Großbritannien erschienen sechs VHS-Kassetten. Sie enthielten die Pilotfolge und zehn Folgen der Serie, jeweils in Paaren zu je zwei Folgen.
In Deutschland erschienen drei Folgen auf VHS, die unter den Titeln Der Zeitsprung (1989, enthalten war die Pilotfolge Start ins Ungewisse) und Der Zeitsprung 2 – Die Rückkehr (1991, mit den Folgen Vietnam Teil 1 und 2) in die Videotheken kamen. Diese VHS-Version des Pilotfilms und der Folgen Vietnam Teil 1 und 2 besaß eine andere Synchronbesetzung derselben Folgen als in der regulären Serie; in dieser VHS-Version wurde Bakula als Sam Beckett von Gernot Endemann und Stockwell als Al Calavicci von Rolf Jülich gesprochen. Auf den heute veröffentlichten Region-2-DVDs findet sich auch bei diesen Folgen ausschließlich die deutsche Standardbesetzung der Serie mit Hoegel und Stephan.

### Region-1-DVDs
1998 erschien die Pilotfolge auf DVD. Sie umfasste lediglich die Folge selbst und eine Kapitelauswahl der Folge. Erst im Jahr 2004 erschienen die ersten beiden englischsprachigen Staffeln der Serie auf DVD (Region 1).
Die Region-1-Version der ersten Staffel (Quantum Leap: The Complete First Season) erschien in Nordamerika am 7. Juni 2004. Sie enthält alle Folgen wie sie im Original ausgestrahlt wurden (mit Ausnahme der Folge Play It Again, Seymour), zusammen mit Bonusmaterial.
Universal war nicht gewillt, die Musikrechte für die DVD Quantum Leap: The Complete Second Season zu erwerben und die ursprünglich vorhandenen Lieder der Originalfolgen wurden mit allgemeiner instrumenteller Musik ersetzt. Dies führte zu einer Unterschriftenaktion mit der Forderung, den Fehler rückgängig zu machen und zu handeln. Am auffälligsten war die Entfernung von Ray Charles’ Georgia on My Mind aus der letzten Folge der zweiten Staffel (engl. Titel M.I.A), in der Al mit seiner ersten Frau Beth zu dieser Musik tanzt und die deshalb einen besonderen Stellenwert für die Folge und die Serie hat. Trotz Protesten wurden auch die dritte, vierte und fünfte Staffel in den USA auf DVD mit ersetzter Musik ausgeliefert.

### Region-2-DVDs
Als Region-2-Version erschienen alle fünf Staffeln in Großbritannien. Da für Europa unterschiedliche Regelungen der Musikrechte gelten, ist auf diesen Boxen die Originalmusik enthalten. Die deutsche Version der ersten Staffel ist im Juni 2006 auf DVD erschienen. Laut Universal gab es lange Zeit keine Pläne weitere deutsche Staffeln zu veröffentlichen. Nach über vier Jahren erschien am 7. Oktober 2010 dann doch die komplette zweite Staffel. Am 17. Juni 2013 kam eine Sammlerbox mit allen fünf Staffeln auf 22 DVDs auf den Markt. Sie enthält alle Episoden der Serie in ungekürzter Form.

### BD-Box
2020 erschien eine deutsche BD-Komplettbox der Serie.

## DVD-Veröffentlichungen
Staffel-Boxen:
| Name                                      | Veröffentlichung | Episoden    | Laufzeit     | Bildformat | Regionalcode | Audio                                                     | FSK          | Studio             |
| ----------------------------------------- | ---------------- | ----------- | ------------ | ---------- | ------------ | --------------------------------------------------------- | ------------ | ------------------ |
| Komplette 1. Staffel                      | 29. Juni 2006    | 8 Episoden  | ca. 403 Min  | 4:3        | RC 2 PAL     | Deutsch (Dolby Digital 1.0), Englisch (Dolby Digital 1.0) | Ab 12 Jahren | Universal Pictures |
| Komplette 2. Staffel                      | 7. Oktober 2010  | 22 Episoden | ca. 1004 Min | 4:3        | RC 2 PAL     | Deutsch (Dolby Digital 2.0), Englisch (Dolby Digital 2.0) | Ab 12 Jahren | Universal Pictures |
| Limited Edition Staffeln 1–5 (5000 Stück) | 17. Juni 2013    | 97 Episoden | ca. 4400 Min | 4:3        | RC 2 PAL     | Deutsch (Dolby Digital 2.0), Englisch (Dolby Digital 2.0) | Ab 12 Jahren | Universal Pictures |

## Fortsetzung
Seit 2022 läuft eine neue Serie unter dem Titel Quantum Leap unter der Produktion von Donald P. Bellisario auf NBC, die seit Februar 2024 von ProSieben unter dem deutschen Titel Quantum Leap – Zurück in die Vergangenheit ausgestrahlt wird. In dieser Serie versucht ein Wissenschaftlerteam, den in der Zeit verschollenen Dr. Beckett zu retten, der Chefwissenschaftler Dr. Ben Song des neuen Teams landet aber selbst in der Rolle des ewig unfreiwilligen Zeitreisenden, die einst Sam innehatte.
Figuren aus der Originalserie, die in der in Deutschland derzeit (März 2024) ausgestrahlten ersten Staffel wieder auftauchen oder Verbindungen zur Originalserie herstellen, sind der Quantencomputer Ziggy, Herbert „Magic“ Williams aus der Folge Vietnam Teil 1, der aus Dankbarkeit über Sams damaliges Eingreifen in sein Schicksal nun Jahrzehnte später Leiter des neuen Projekts Quantum Leap ist, in einer kleinen Nebenrolle Als Frau Beth Calavicci und in einer größeren wiederkehrenden Rolle Als Tochter Janice. Sam als der Verschollene, der gerettet werden muss, und Al als zweiter Held des ersten Projekts Quantensprung, bester Freund von Sam und Janice' Vater werden wiederholt in den Dialogen erwähnt; hin und wieder sind Sam (einmal) und Al (häufiger) in Archivphotos zu sehen.
Im April 2024 gab NBC bekannt, dass die Serie nach nur zwei Staffeln enden wird.